# 309 av. J.-C.
Cette page concerne l'année 309 av. J.-C. du calendrier julien proleptique.

## Événements
- 10 février (23 mars du calendrier romain) : à Rome, les consuls ne sont pas renouvelés. Dictature de Lucius Papirius Cursor[1].
- Été : Hamilcar est tué en Sicile. Son cousin Bomilcar tente d'instaurer la tyrannie à Carthage (fin en 308 av. J.-C.)[2].
- 30/31 août : bataille indécise entre Séleucos et Antigonos en Babylonie[3]. Antigonos se retire en Syrie pour réorganiser ses forces[4].
- Été ou automne : Ophellas, qui gouverne la Cyrénaïque pour le compte de Ptolémée, s'allie avec Agathocle de Syracuse, le tyran de Syracuse, lors de son expédition en Afrique. Ils sont victorieux de Bomilcar. Ophellas est finalement éliminé par Agathocle qui prend le contrôle de ses troupes (octobre-novembre 308 selon Diodore, en 309 selon Beloch)[5].

- Début du règne d'Aréios Ier, roi de Sparte (fin en 265 av. J.-C.)[6].
- Ptolémée Ier, à partir de ses bases de Cos et de Chypre, s'empare des villes côtières de la Carie et de la Lydie. Il connaît un échec devant Halicarnasse[7].
- Polyperchon prend sous sa protection le fils d'Alexandre le Grand et de Barsine prénommé Héraclès, et lève une armée de plus de 20 000 hommes contre Cassandre. Cassandre doit partager le pouvoir en Grèce continentale avec Polyperchon. Héraclès et Barsine sont éliminés[8].
- Lysimaque fonde Lysimacheia en Chersonèse de Thrace[9].

## Naissances
- Ptolémée II Philadelphe, Pharaon lagide[10].

## Décès
- Cléomène II, roi de Sparte, après un règne de 61 ans.
- Hamilcar, général carthaginois.
- Polémée, neveu d'Antigonos, tué par Ptolémée Ier à Cos[11].
- Ophellas, gouverneur de Cyrène, assassiné par Agathocle de Syracuse (ou en 308 av. J.-C.).